# Corontas

Mapa de algunas de las ciudades griegas de las regiones de Etolia y Acarnania en la Antigüedad. Corontas se ubicaba en Acarnania.

Corontas (en griego, Κόρονται) es el nombre de una antigua ciudad griega de Acarnania. 
Es citada por Tucídides en el marco de la guerra del Peloponeso donde se dice que, después de la batalla de Naupacto del año 429 a. C. los atenienses realizaron una expedición por Acarnania en la que restablecieron como caudillo de Corontas a Cines el de Teólito, y expulsaron de la ciudad a algunos habitantes que eran contrarios a sus intereses.
Se localiza a mitad de camino entre Ástaco y Estrato.